# محمدآباد عرب
محمدآباد عرب، روستایی از توابع بخش جوادآباد شهرستان ورامین در استان تهران ایران است. تفاوت این روستا با روستاهای اطراف این هست که بیش از 30 سال که درگیری در این روستا رخ نداده ومردمی مومن هستند

## جمعیت
این روستا در دهستان بهنام عرب جنوبی قرار دارد و براساس سرشماری مرکز آمار ایران در سال ۱۳۸۵، جمعیت آن ۲٬۰۷۸ نفر (۵۰۰خانوار) بوده‌است.